# Minettia tunisica
Minettia tunisica är en tvåvingeart som beskrevs av Papp 1981. Minettia tunisica ingår i släktet Minettia och familjen lövflugor. Inga underarter finns listade i Catalogue of Life.